# Odladzanie samolotu

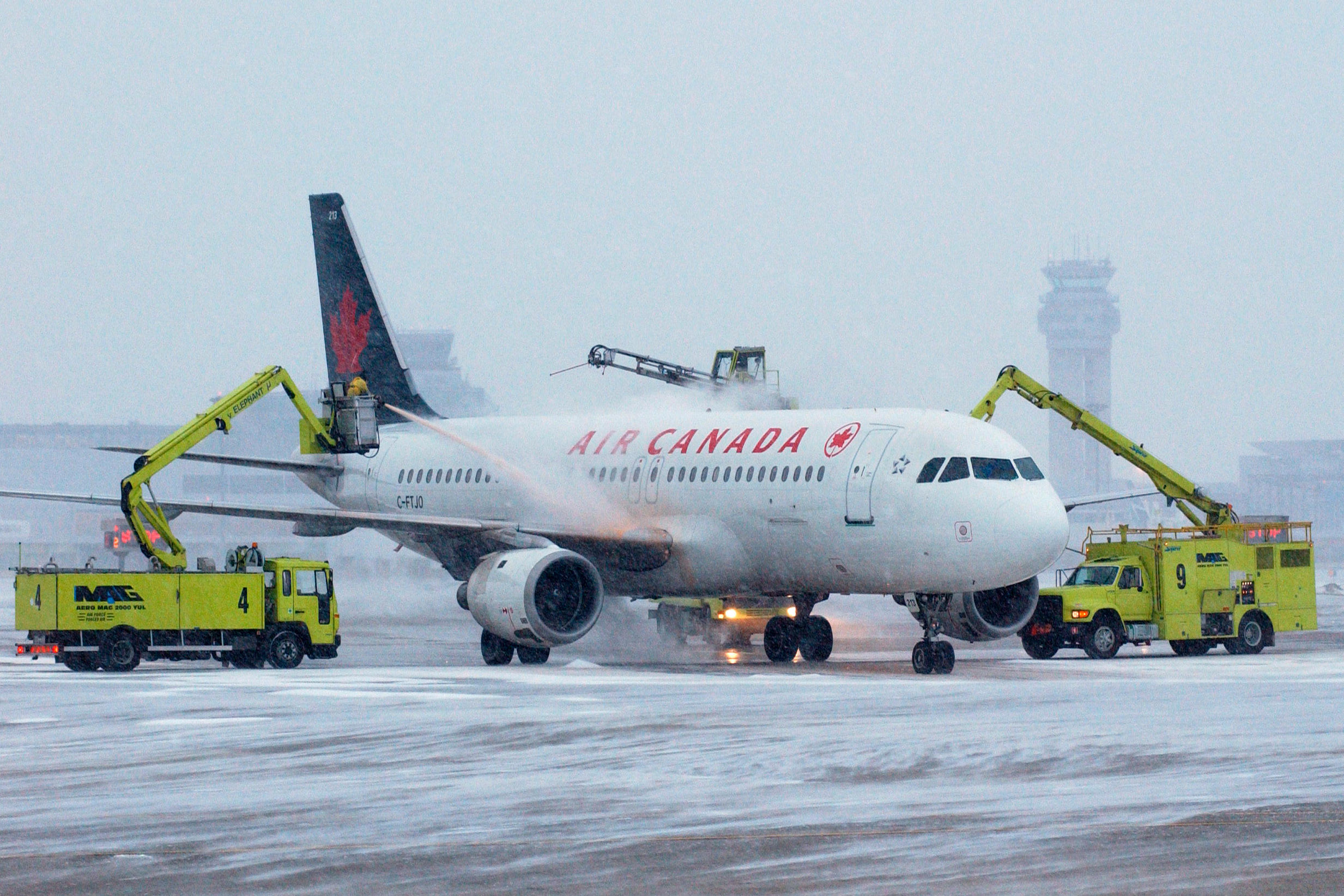
Odladzanie samolotu Airbus A320

Odladzanie samolotu – zespół czynności mających na celu usunięcie z powierzchni samolotu warstwy przymarzniętego lodu i zabezpieczenie tej powierzchni przed ponownym oblodzeniem. Cała operacja trwa przeciętnie kilkanaście minut i wykonywana jest tuż przed startem na specjalnych stanowiskach zlokalizowanych w pobliżu dróg kołowania na lotnisku (podczas tej operacji pasażerowie przebywają na pokładzie samolotu).
Lód na powierzchni startującego samolotu stanowi duże zagrożenie dla bezpieczeństwa lotu i może doprowadzić do katastrofy lotniczej. Lód zwiększa ciężar samolotu i jego opór czołowy wydłużając długość rozbiegu podczas startu i zmniejszając siłę nośną. Oblodzenie powierzchni sterowych i elementów mechanizacji skrzydła (skrzeli, klap, lotek) może doprowadzić ich zablokowania i utraty możliwości sterowania samolotem przez pilota. Oblodzenie znajdujących się na zewnątrz elementów przyrządów pilotażowych (np. rurki Pitota) może doprowadzić do ich błędnego działania, a co za tym idzie może spowodować, iż pilot będzie otrzymywał błędne dane dotyczące najistotniejszych parametrów lotu (np. wysokości i prędkości lotu). Niebezpieczne dla samolotu podczas startu są także odrywające się od kadłuba pod wpływem drgań i pędu powietrza kawałki lodu, które mogą uszkodzić jego ważne elementy (np. silniki).
Obecnie powszechnie stosowana technologia odladzania składa się z dwóch etapów:
1. W pierwszym etapie, którego zadaniem jest usunięcie przymarzniętego lodu, powierzchnia samolotu polewana jest pod ciśnieniem gorącą mieszaniną glikolu i wody[5]. Zawartość glikolu w mieszaninie zależy od panującej temperatury powietrza. Znajdujący się na powierzchni samolotu lód można roztopić także za pomocą promienników podczerwieni zamontowanych w specjalnej wiacie, pod którą wjeżdża samolot. Pierwszym europejskim portem lotniczym, w którym zastosowano taką technologię było lotnisko w Oslo (2006 r.)[5][a].
2. W drugim etapie, który wykonuje się gdy zachodzi niebezpieczeństwo ponownego oblodzenia samolotu, jego powierzchnia polewana jest chłodną mieszaniną glikolu i wody[5].

Po prawidłowo przeprowadzonym procesie odladzania, samolot jest zabezpieczony przed ponownym wytworzeniem się warstwy lodu na czas ok. 30 minut. Jeżeli w tym czasie samolot nie wystartuje, to zabieg odladzania musi być powtórzony.
Decyzję o przeprowadzeniu odladzania podejmuje kapitan statku powietrznego. Na odlodzenie średniej wielkości samolotu zużywa się ok. 300–600 litrów płynu odladzającego. Koszt takiej operacji wynosi na polskich lotniskach kilka tysięcy złotych. Odladzania dokonują wyspecjalizowane służby lotniska, dysponujące odpowiednimi pojazdami zwanymi odladzarkami.